# Unreal Tournament 3
Az Unreal Tournament 3 (Rövidítve: UT3) egy FPS műfajú videójáték, melyet az Epic Games készített és a Midway Games adott ki. Az Unreal sorozat sorozat része. 2007. november 19-én jelent meg Microsoft Windows operációs rendszerre, 2007. december 11-én PlayStation 3 konzolra, 2008. július 3-án pedig Xbox 360-ra. A játék az Unreal Tournament sorozatban az Unreal Tournament 2004-et követi.
A játék az UT 2004 erősen feljavított, a gyártás során eltelt idő alatt erősen megnőtt igényekhez való hozzáigazításának tekinthető.
A játékelemek többsége változatlan maradt az előző részhez képest, ide értve a két legfontosabb tényezőt. a fegyvereket és járműveket.
A jelentősebb változást egyrészt a „klasszikus”, történetre épülő egyjátékos mód visszatérése jelenti, habár ez meglehetősen elnagyolt és kidolgozatlan, leginkább arról ismerhető fel, hogy pár küldetésenként átvezető videók kerültek bele. A másik újdonságot a Necris típusú járművek, főleg a háromlábú (a Világok harca tripodjaira emlékeztető) lépegető és a gyorstüzelő könnyű lézertank jelenti.  Az egyjátékos küldetéssor gerincét a régi Domination és Assault módok járműves változata képezi, amit az UT2004-ben onslaught-nak neveztek, az UT3-ban warfare (~ hadviselés / ~ háború) nevezik.

## Háttértörténet
A történet szerint az egykor a Phaider Corp. gyógyászati nagyvállalat által kifejlesztett nanorobotos revitalizáló szer, a nanoblack által élőhalottá tett bérgyilkosokból, terroristákból, zsoldosokból, Tournament gladiátorokból és hasonló elemekből megszerveződött, már az UT'99 c. részben is szereplő paramilitáris  csoport, a Necris immár önálló civilizációvá vált, részben az öntudatra ébredt nanoblack vallásos irányítása alatt, és a korábban a skaarjokat szolgáló, azóta jelentős génmódosításon átesett földönkívüli katonanépséggel, a krallokkal szövetkezve megpróbálják megalapítani, illetve kiterjeszteni saját birodalmukat a már ismert civilizált űr fontosabb világainak elfoglalásával. A villámháborús akció során a Necris számos mit sem sejtő világ ellen indított sikeres és a civileket sem kímélő brutális támadást, többek közt az emberiség lakta Föld és néhány skaarj által uralt bolygó ellen is. Az egyik távoli földi bányászkolónia, a Twin Souls elleni támadás (2303 v. 2304) során sérül meg súlyosan a helyi bolygóőrségben szolgáló „Reaper” J. Hawkins (a főhős), aki felépülve a Necris ellen küzdő Izanagi nagyvállalat szolgálatába lép, és nővérével, valamint néhány szellemharcossal megalapítja a Ronin nevű különítményt, hogy bosszút állhasson Akashán, a támadást vezető necris főpapnőn. A Ronin felettese a korábbi részekből ismert Malcolm, egykori Tournament-bajnok, aki a Necris fenyegetése miatt szintén az Izanagi szolgálatában áll.
A játékos feladat Reaper bőrébe bújva a Ronin élén végigharcolni a különféle küldetéseket, mígnem eljutnak a Necris egyik anyavilágába, ahol egy párviadalban elpusztíthatja Akashát.

## Játékmódok
A játékot többféle játékmódban lehet játszani:
- Öldöklés: Minden játékos egymás ellen van
- Csapatos öldöklés: Kék csapat a vörös csapat ellen
- Háború : Az ellenség fő csomópontját meg kell megsemmisíteni, elfoglalni és megvédeni.
- Párbaj : 1 játékos egy másik ellen
- Zászlórablás : El kell vinni az ellenség zászlóját a csapatunk zászlójához.
- Járműves zászlórablás : Hasonlít a Zászlórabláshoz, de itt több a jármű.
- Hadjárat: Különböző küldetéseken kell részt venni.